# Per Cucheron
Per Cucheron ist ein ehemaliger norwegischer Skispringer.

## Werdegang
Cucheron feierte seine einzigen internationalen Erfolge bei der Vierschanzentournee 1964/65. Beim Auftaktspringen am 30. Dezember 1964 auf der Schattenbergschanze in Oberstdorf landete Cucheron nach guten Sprüngen auf Rang 29. Nachdem er in Innsbruck und Garmisch-Partenkirchen nicht antrat, erreichte er auf der Paul-Außerleitner-Schanze in Bischofshofen Platz 10. Am Ende erreichte er mit diesen beiden Ergebnissen bei der von seinem Landsmann Torgeir Brandtzæg dominierten Tournee 765,5 Punkte und damit Rang 14 in der Gesamtwertung.

## Erfolge

### Vierschanzentournee-Platzierungen
| Saison  | Platz | Punkte |
| ------- | ----- | ------ |
| 1964/65 | 14.   | 765,5  |